# Agnieszka z Hesji-Kassel
Agnes (ur. 13 marca 1606 w Kassel, zm. 28 maja 1650 w Dessau) – landgrafianka Hesji-Kassel i poprzez małżeństwo księżna Anhalt-Dessau.
Urodziła się jako córka landgrafa Hesji-Kassel Maurycego Uczonego i jego drugiej żony księżnej Juliany Nassau-Siegen.
18 maja 1623 w Dessau poślubiła księcia Anhalt-Dessau Jana Kazimierza. Para miała sześcioro dzieci:
- księcia Maurycego (1624–1624), następcę tronu
- księżniczkę Dorotę (1625–1626)
- księżniczkę Julianę (1626–1652)
- Jana Jerzego II (1627–1693), kolejnego księcia Anhalt-Dessau
- księżniczkę Ludwikę (1631–1680), przyszłą księżnę oławsko-wołowską
- księżniczkę Agnieszkę (1644–1644)